# Serina
La serina (abreujada Ser o S) és un compost orgànic de fórmula simplificada HO2CCH(NH2)CH2OH. És un dels 20 dels aminoàcids transcripcionals que formen les proteïnes dels éssers vius. No és essencial en la dieta humana, ja que pot ser sintetitzada a partir d'altres metabolits, incloent-hi la glicina. La serina va ser aïllada per primera vegada el 1865 a partir de la proteïna de la seda, que n'és particularment rica. El seu nom deriva del terme llatí per a la seda, sericum. L'estructura de la serina es va establir el 1902. El grup hidroxil el fa un aminoàcid de tipus polar.
A l'ARNm, està codificada com a UCU, UCC, UCA, UCG, AGU i AGC.

## Biosíntesi
La síntesi de la serina s'inicia amb l'oxidació del 3-fosfoglicerat formant 3-fosfohidroxipiruvat i NADH. L'aminació reductiva d'aquesta cetona se seguida per la hidròlisi que condueix a la serina. La serina hidroximetiltransferasa catalitza la conversió simultània de la L-Serina a Glicina i 5,6,7,8-tetrahidrofolat a 5,10-metilentetrahidrofolat.

## Metabolisme
La serina és important en el metabolisme, car participa en al biosíntesi de purina i pirimidina. També és el precursor de diversos aminoàcids, incloent-hi glicina, cisteïna i triptòfan, aquest darrer només en bacteris. També és el precursor de nombrosos metabolits, incloent-hi els esfingolípids. La serina també és un dels precursors de l'àcid fòlic, el qual és el principal donador de fragments de carboni a la biosíntesi.

## Senyalització
La D-serina, sintetitzada per la serina racemasa a partir de la L-Serina, serveix com una molècula de senyal neuronal activant els receptors NMDA del cervell.